# Daïra d'El Meniaa
La daïra d'El Meniaa  est une daïra d'Algérie située dans la wilaya de Ghardaïa et dont le chef-lieu est la ville éponyme d'El Meniaa.
Le 26 novembre 2019, elle est transformée en wilaya à part entière.

## Walis délégués
Le poste de wali délégué de la wilaya déléguée d'El Meniaa a été occupé par plusieurs personnalités politiques nationales depuis sa création.
| N° | Wali délégué  | Début           | Fin             | Wilaya de Naissance |
| -- | ------------- | --------------- | --------------- | ------------------- |
| 01 | Ahmed Dahmani | 22 juillet 2015 | 2015 (en cours) |                     |
| 02 |               |                 |                 |                     |